# Bruine katvogel
De bruine katvogel (Scenopoeetes dentirostris; synoniem: Ailuroedus dentirostris) is een zangvogel uit de familie prieelvogels (Ptilonorhynchidae).

## Kenmerken
De bruine katvogel is een middelgrote zangvogel met een lengte van 27 centimeter. Deze vogel heeft olijfbruine bovendelen en lichtbruine onderdelen met donkerbruine bestreping. Verder heeft deze vogel een donker gekleurde snavel, grijze poten en donkerbruine ogen die omgeven worden door een smalle roest gekleurde oogring.

## Verspreiding en leefgebied
Deze vogel is endemisch in Australië en komt enkel voor in de noordoostelijke staat Queensland. De natuurlijke habitats zijn subtropische of tropische laagland bossen en subtropische of tropische bergbossen. De habitats bevinden zich op een hoogte tot 1400 meter boven zeeniveau.

## Voeding
De bruine katvogel voedt zich voornamelijk met vruchten en jonge boombladeren.

## Status
De grootte van de populatie is in 2010 met een grote marge van onzekerheid geschat tussen de 19.000 en 240.000 volwassen vogels. Aangenomen wordt dat de aantallen snel achteruitgaan door klimaatverandering. Op de Rode lijst van de IUCN heeft deze soort daarom de status gevoelig.